# Jean Blondel
Pour les articles homonymes, voir Blondel.
Jean Blondel, né le 26 octobre 1929 à Toulon et mort le 25 décembre 2022, est un professeur français spécialiste en science politique des politiques comparées. Il est professeur émérite de l'Institut universitaire européen de Florence.
Il sort diplômé de l'Institut d'études politiques de Paris en 1953. De 1970 à 1980, il dirige le European Consortium for Political Research.
En 2004, il reçoit le prix Johan-Skytte.

## Œuvres
- Voters, parties and leaders : the social fabric of British politics. Harmondsworth : Penguin Books, 1963.
- An Introduction to Comparative Government. London: Weidenfeld & Nicolson, 1969.
- Comparative legislatures. Englewood Cliffs, N.J : Prentice Hall, 1973.
- Political parties. A genuine case for discontent?. London : Wildwood House, 1978.
- The Discipline Of Politics. London & Boston : Butterworths, 1981.
- Political leadership : towards a general analysis. London & Beverly Hills : SAGE, 1987.
- Blondel, Jean and Ferdinand Müller-Rommel (eds.) Cabinets in Western Europe . Basingstoke : Macmillan, 1988.
- Blondel, Jean and Ferdinand Müller-Rommel (eds.) Governing together : the extent and limits of joint decision-making in Western European cabinets. New York : St. Martin's Press, 1993.
- Blondel, Jean and Maurizio Cotta (eds.) Party and government : an inquiry into the relationship between governments and supporting parties in liberal democracies. New York : St. Martin's Press, 1996.
- Blondel, Jean, Richard Sinnott, and Palle Svensson People and Parliament in the European Union : participation, democracy, and legitimacy. Oxford, England : Clarendon Press, 1998.
- Blondel, Jean and Maurizio Cotta (eds.) The nature of party government : a comparative European perspective. New York : St. Martin's Press, 2000.
- Blondel, Jean and Ferdinand Müller-Rommel (eds.) Cabinets in Eastern Europe . Basingstoke : Macmillan, 2001.